# Липшицево отображение
Липшицево отображение (липшицевское отображение, также {\displaystyle L}-липшицево отображение) — отображение, увеличивающее расстояние между образами точек не более чем в {\displaystyle L} раз, где {\displaystyle L} называется константой Липшица данной функции. Названо в честь Рудольфа Липшица.

## Определение
Отображение {\displaystyle f} метрического пространства {\displaystyle (X,\;\rho _{X})} в метрическое пространство {\displaystyle (Y,\;\rho _{Y})} называется липшицевым, если найдётся такая константа {\displaystyle L} (константа Липшица этого отображения), что {\displaystyle \rho _{Y}(f(x),\;f(y))\leqslant L\cdot \rho _{X}(x,\;y)} при любых {\displaystyle x,\;y\in X}. Это условие называют условием Липшица. Отображение с {\displaystyle L=1} (1-липшицево отображение) называют также коротким отображением.
Липшицево отображение {\displaystyle f\colon X\to Y} называется билипшицевым, если у него существует обратное {\displaystyle f^{-1}\colon Y\to X}, которое также является липшицевым.
Отображение {\displaystyle f\colon X\to Y} называется колипшицевым, если существует константа {\displaystyle L} такая, что для любых {\displaystyle x\in X} и {\displaystyle y\in Y} найдётся {\displaystyle x'\in f^{-1}(y)} такое, что
{\displaystyle \rho _{Y}(f(x),\;y)\leqslant L\cdot \rho _{X}(x,\;x')}.

## История
Отображения со свойством:
{\displaystyle |f(x)-f(y)|\leqslant L{\cdot }|x-y|^{\alpha },\quad \alpha \leqslant 1}
впервые рассматривалось Липшицем в 1864 году для вещественных функций в качестве достаточного условия для сходимости ряда Фурье к своей функции.
Впоследствии условием Липшица стало принято называть это условие только при {\displaystyle \alpha =1}, а при {\displaystyle \alpha <1} — условием Гёльдера.

## Свойства
- Любое отображение Липшица равномерно непрерывно.

- Суперпозиция липшицевой и интегрируемой функции интегрируема.

- (Лемма о липшицевости) Непрерывно дифференцируемая функция на компактном подмножестве евклидова пространства удовлетворяет условию Липшица. Обратное утверждение не верно.

- Теорема Радемахера утверждает, что любая липшицева функция, определённая на открытом множестве в евклидовом пространстве, дифференцируема на нём почти всюду.

- Теорема Киршбрауна о продолжении утверждает, что любое {\displaystyle L}-липшицевское отображение из подмножества евклидова пространства в другое евклидово пространство может быть продолжено до {\displaystyle L}-липшицевского отображения на всё пространство.

## Вариации и обобщения
- Понятие липшицевой функции естественным образом обобщается на функции с ограниченным модулем непрерывности, так как условие Липшица эквивалентно условию {\displaystyle \omega (f,\;\delta )\leqslant L{\cdot }\delta }.
- Показатель Гёльдера